# Ørskog
Ørskog è un ex comune norvegese della contea di Møre og Romsdal. Dal 1º gennaio 2020 è diventato parte del comune di Ålesund.